# Fehérsapkás sámarigó
A fehérsapkás sámarigó (Copsychus stricklandii) a madarak osztályának a verébalakúak (Passeriformes) rendjéhez és a légykapófélék (Muscicapidae) családjához tartozó faj.

## Rendszerezése
A fajt James Motley és Lewis Llewelyn Dillwyn írták le 1855-ben. Egyes szervezetek a Kittacincla nembe sorolják Kittacincla stricklandii néven.

## Alfaji
- Copsychus stricklandii barbouri (Bangs & J. L. Peters, 1927) - Borneó, Labuan, Balembangan és Banggi-szigetek
- Copsychus stricklandii stricklandii Motley & Dillwyn, 1855 - Maratua-szigetek

## Előfordulása
Malajziához tartozó Borneó északi részén honos.

## Természetvédelmi helyzete
A Természetvédelmi Világszövetség Vörös listáján nem szerepel.